# ناحية كفرلاها
ناحية كفرلاها إحدى نواحي سوريا تتبع إداريّاً لمحافظة حمص منطقة تلدو ومركزها مدينة كفرلاها، بلغ تعداد سكان الناحية 38,297 نسمة حسب التعداد السكاني لعام 2004 ، أحدث ناحية كفرلاها فصلاً عن ناحية مركز تلدو عام 2010 بعد صدور مرسوم رئاسي بهذا الخصوص.

## بلدات وقرى ناحية كفرلاها
كفرلاها، تلذهب، كفرام، الطيبة الغربية، الطيبة الشرقية.